# موسى هارمان
موسى هارمان (بالإنجليزية: Moses Harman)‏ هو مدرس أمريكي، ولد في 12 أكتوبر 1830 في مقاطعة بيندلتون في الولايات المتحدة، وتوفي في 30 يناير 1910 في لوس أنجلوس في الولايات المتحدة.